# Ecnomiohyla echinata
Espèce
Synonymes
- Hyla echinata Duellman, 1961

Statut de conservation UICN

 CR A2ace : 
En danger critique
Ecnomiohyla echinata est une espèce d'amphibiens de la famille des Hylidae.

## Répartition
Cette espèce est endémique du centre-Nnord de l'État d'Oaxaca au Mexique. Elle se rencontre à environ 2 000 m d'altitude sur le versant Nord de la Sierra Juárez,.

## Publication originale
- Duellman, 1961 : A New Species of Fringe-Limbed Tree Frog from Mexico Studies of American Hylid Frogs VIII. Transactions of the Kansas Academy of Science, vol. 64, no 4, p. 349-352.